# جيمي إدواردز
جيمي إدواردز (بالإنجليزية: Jimmy Edwards)‏ (11 ديسمبر 1905 في المملكة المتحدة - 1 أبريل 1982 بويست بروميتش في المملكة المتحدة) هو لاعب كرة قدم بريطاني (وحمل سابقاً جنسية المملكة المتحدة لبريطانيا العظمى وأيرلندا) في مركز مهاجم داخلي. لعب مع نورويتش سيتي ووست بروميتش ألبيون.